# Jabukovac (Chorwacja)
Jabukovac – wieś w Chorwacji, w żupanii sisacko-moslawińskiej, w mieście Petrinja. W 2011 roku liczyła 141 mieszkańców.